# Papoeaboszanger
De papoeaboszanger (Phylloscopus poliocephalus) is een vogelsoort uit de familie van de Phylloscopidae.

## Verspreiding en status
Het is een vogel van tropische bergbossen op Nieuw-Guinea, Molukken en het westen van de Salomonseilanden. De soort is onderdeel van een complex van nauw verwante soorten in vergelijkbaar habitat waartoe ook de bergboszanger (P. trivirgatus), luzonboszanger (P. nigrorum), sulawesiboszanger (P. sarasinorum), Timorese boszanger (P. sarasinorum) en de San-Cristobalboszanger (P. makirensis) behoren.
De soort telt 18 ondersoorten:
- P. p. suaramerdu: Peleng (Banggai-eilanden, Sulawesi)
- P. p. emilsalimi Taliabu (Soela-archipel, Sulawesi)
- P. p. henrietta: Halmahera en Ternate.
- P. p. waterstradti: Batjan en Obi.
- P. p. everetti: Buru.
- P. p. ceramensis: Seram en Ambon.
- P. p. avicola: de Kei-eilanden.
- P. p. matthiae: Sint-Matthias-eilanden (Bismarck-archipel).
- P. p. moorhousei: Nieuw-Brittannië en Umboi.
- P. p. leletensis: Nieuw-Ierland.
- P. p. poliocephalus: noordwestelijk Nieuw-Guinea.
- P. p. albigularis: Weylandgebergte in het westelijke deel van Centraal-Nieuw-Guinea.
- P. p. cyclopum: noordelijk Nieuw-Guinea.
- P. p. giulianettii: centraal en zuidoostelijk Nieuw-Guinea.
- P. p. hamlini: Goodenough.
- P. p. becki: de oostelijke Salomonseilanden.
- P. p. bougainvillei: Bougainville.
- P. p. pallescens: Kolombangara.

Het zijn vogels die voorkomen in dicht struikgewas in Nieuw-Guinea tussen de 1400 en 2400 m boven de zeespiegel.

## Status
De grootte van de populaties is niet gekwantificeerd, maar de vogel wordt als vrij algemeen voorkomend in geschikt habitat bevonden. Om deze reden staat deze boszanger als niet bedreigd op de Rode Lijst van de IUCN.